# Commersonia dasyphylla
Commersonia dasyphylla är en malvaväxtart som beskrevs av Gábor Gabriel Andreánszky. Commersonia dasyphylla ingår i släktet Commersonia och familjen malvaväxter. Inga underarter finns listade i Catalogue of Life.